# دستهای آلوده (فیلم)
دست‌های آلوده فیلمی به کارگردانی سیروس الوند و نویسندگی تیرداد سخایی، سیروس الوند و حسن توکل‌نیا محصول سال ۱۳۷۸ است.

## بازیگران
| بازیگر                  | نقشها        |
| ----------------------- | ------------ |
| ابوالفضل پورعرب         | سیامک        |
| هدیه تهرانی             | دیبا         |
| عسل بدیعی               | نسرین        |
| امین حیایی              | نادر         |
| شهاب عسگری              | ناصر خلاف    |
| الهام ایمانی            | رؤیا         |
| سعید پیردوست            | کریم         |
| نیما فلاح               | داماد        |
| حدیث فولادوند           | عروس         |
| شاهین جعفری             | سرگرد        |
| محمد شهبازی             | مأمور        |
| ژیلا خلیلی              | مادر داماد   |
| علی سوری                | پدر داماد    |
| محمد نیکوقدم            | پدر عروس     |
| پروانه رشیدیان          | مادر عروس    |
| نیلوفر نامی صابر        | منشی شرکت    |
| مجید نیامراد            | عاقد         |
| مرحوم غلامرضا محمدی پور | مهتر         |
| محمد تهرانی             | کبوترباز     |
| اعلاء میرطالبی          | راننده تاکسی |
| کاظم درویش              | باغبان       |
| غلام حسینی              | سورچی        |

## خلاصه فیلم
سیامک (ابوالفضل پور عرب) و دیبا (هدیه تهرانی)، نادر (امین حیایی) و رؤیا چهار جوان هستند که دست به سرقتی بزرگ از یک مراسم عروسی اعیانی می‌زنند. سیامک جواهرات سرقت شده را پیش نسرین (عسل بدیعی) که قصد دارد با او ازدواج کند، امانت می‌گذارد. از آن طرف دیبا هم روزگاری ماجرایی عاشقانه با سیامک داشته و هنوز هم عاشق اوست. شرکای سیامک به همراه سیامک به سراغ نسرین می‌روند؛ اما نسرین را نمی‌یابند. نسرین جواهرات را در شرکتی که در آنجا کار می‌کند مخفی می‌کند.
ناصر خلاف کسی که پدر نسرین مأمور کرده تا دربارهٔ سیامک داماد آینده اش تحقیق کند، به جواهرات علاقمند شده و در پی کسب جواهرات سیامک و دوستانش را تعقیب می‌کند. در این تعقیب و گریز میان ناصر خلاف و دزدها، نادر توسط ناصر خلاف کشته می‌شود و جواهرات به دست پلیس می‌افتد و سیامک هم خود را به پلیس معرفی می‌کند.

## موسیقی
بابک بیات آهنگسازی این فیلم را بر عهده داشت و ترانهٔ پروانگی را با صدای نیما مسیحا برای این فیلم ساخت.

## افتخارات
- برنده دیپلم افتخار بهترین فیلمبرداری برای علی الهیاری از جشنواره فیلم فجر دورهٔ هجدهم
- کاندید سیمرغ بلورین بهترین بازیگر نقش مکمل زن برای عسل بدیعی